# Pseudowintera colorata
Espèce
Pseudowintera colorata est une espèce de plantes à fleurs de la famille des Winteraceae. C'est un arbustes ou un arbre, à feuillage persistant, endémique de Nouvelle-Zélande. Toutes les espèces de la famille des Winteraceae sont des plantes à fleurs associées à la flore antarctique de l'hémisphère sud.